# Lacy Janson
Lacy Janson (ur. 20 lutego 1983 w Norfolk w stanie Wirginia) – amerykańska lekkoatletka, tyczkarka.

## Kariera
W 2002 została mistrzynią kraju w kategorii juniorek, a na mistrzostwach świata juniorów po pomyślnym przejściu eliminacji w finale nie zaliczyła żadnej wysokości. Dwukrotnie wygrywała mistrzostwa NCAA – w 2003 w hali, a w 2006 na stadionie. Brązowa medalistka mistrzostw kraju (2007), w tym samym roku wywalczyła srebrny medal halowych mistrzostw USA. Halowa mistrzyni Stanów Zjednoczonych (2010). W 2011, po zdobyciu brązowego medalu mistrzostw USA zajęła 20. miejsce w eliminacjach skoku o tyczce podczas mistrzostw świata i nie awansowała do finału. W sezonie halowym 2012 zdobyła brąz mistrzostw kraju, a na halowych mistrzostwach świata była piąta. Zajęła 15. lokatę w eliminacjach podczas igrzysk olimpijskich w Londynie i nie awansowała do finału.

## Rekordy życiowe
- skok o tyczce (stadion) – 4,60 (2010)
- skok o tyczce (hala) – 4,66 (2010)